# Rhexia maculata
Rhexia maculata är en insektsart som beskrevs av William D. Funkhouser. Rhexia maculata ingår i släktet Rhexia och familjen hornstritar. Inga underarter finns listade i Catalogue of Life.